# Levern Spencer
Levern Donaline Spencer (ur. 23 czerwca 1984 w Castries) – pochodząca z Saint Lucia lekkoatletka specjalizująca się w skoku wzwyż.
Brązowa medalistka CARIFTA Games z 2000. Duże międzynarodowe sukcesy odniosła w roku 2001 kiedy to wygrała w kategorii juniorów zawody CARIFTA Games i zdobyła brązowy medal mistrzostw świata juniorów młodszych oraz wygrała – w gronie seniorek – pierwszy raz w karierze mistrzostwa Ameryki Środkowej i Karaibów. W 2002 była finalistką mistrzostw świata juniorów oraz igrzysk Wspólnoty Narodów, zdobyła także złoty medal na kolejnej edycji CARIFTA Games. Kolejny sezon rozpoczęła od zdobycia srebrnego medalu CARIFTA Games oraz wywalczenia wicemistrzostwa panamerykańskiego juniorów. Na rozegranych w Santo Domingo igrzyskach panamerykańskich (2003) była piąta. Na młodzieżowych mistrzostwach NACAC zdobyła srebro w 2004 i złoto w 2006. Mistrzyni Ameryki Środkowej i Karaibów z 2005 oraz piąta zawodniczka igrzysk Wspólnoty Narodów z 2006 (także w 2006 pierwszy raz w karierze wygrała igrzyska Ameryki Środkowej i Karaibów). W 2007 najpierw wygrała mistrzostwa NACAC i zdobyła brąz igrzysk panamerykańskich, a następnie w finale mistrzostw świata była piętnasta. Po zdobyciu w 2008 złota mistrzostw Ameryki Środkowej i Karaibów reprezentowała Saint Lucia na igrzyskach olimpijskich w Pekinie, na których z wynikiem 1,85 zajęła odległe miejsce w eliminacjach i nie awansowała do finału. W kolejnym sezonie ponownie okazała się najlepsza na mistrzostwach Ameryki Środkowej i Karaibów. Brała udział w mistrzostwach świata w Berlinie (2009) jednak odpadła już w eliminacjach. W Mayagüez zdobyła latem 2010 złoto igrzysk Ameryki Środkowej i Karaibów, we wrześniu była trzecia podczas pucharu interkontynentalnego, a na koniec sezonu zdobyła brązowy medal igrzysk Wspólnoty Narodów. Po raz piąty po tytuł mistrzyni Ameryki Środkowej i Karaibów sięgnęła latem 2011. Na eliminacjach zakończyła udział w mistrzostwach świata w Daegu (2011), a na igrzyskach panamerykańskich była siódma. Nie udało jej się awansować do finału halowych mistrzostw świata, które na początku marca 2012 odbyły się w Stambule. Zajęła 19. lokatę podczas rundy eliminacyjnej na igrzyskach olimpijskich w Londynie, na skutek czego nie wystąpiła w finale. Złota medalistka mistrzostw Ameryki Środkowej i Karaibów w 2013. W tym samym roku zajęła 11. miejsce na mistrzostwach świata w Moskwie. Siódma zawodniczka halowego czempionatu globu w Sopocie (2014). W tym samym roku zdobyła swój drugi brązowy medal igrzysk Wspólnoty Narodów. Mistrzyni igrzysk panamerykańskich z Toronto (2015). W marcu 2016 zajęła 5. miejsce na halowych mistrzostwach świata w Portland. Mistrzyni Igrzysk Wspólnoty Narodów (2018).
Wielokrotna rekordzistka Saint Lucia, medalistka mistrzostw kraju oraz mistrzostw National Collegiate Athletic Association.
Rekordy życiowe: stadion – 1,98 (8 maja 2010, Athens); hala – 1,95 (7 marca 2014, Sopot, 13 lutego 2016, Hustopeče i 30 stycznia 2018, Trzyniec). Rezultaty Spencer są aktualnymi rekordami Saint Lucia.

## Osiągnięcia
| Rok  | Impreza                                  | Miejsce             | Lokata            | Wynik |
| ---- | ---------------------------------------- | ------------------- | ----------------- | ----- |
| 2000 | CARIFTA Games                            | Saint George’s      | 3. miejsce        | 1,73  |
| 2001 | CARIFTA Games                            | Bridgetown          | 1. miejsce        | 1,79  |
| 2001 | Mistrzostwa świata juniorów młodszych    | Debreczyn           | 3. miejsce        | 1,81  |
| 2001 | Mistrzostwa Ameryki Środkowej i Karaibów | Gwatemala           | 1. miejsce        | 1,80  |
| 2002 | CARIFTA Games                            | Nassau              | 1. miejsce        | 1,82  |
| 2002 | Mistrzostwa świata juniorów              | Kingston            | 8. miejsce        | 1,83  |
| 2002 | Igrzyska Wspólnoty Narodów               | Manchester          | 12. miejsce       | 1,74  |
| 2003 | CARIFTA Games                            | Port-of-Spain       | 2. miejsce        | 1,86  |
| 2003 | Mistrzostwa panamerykańskie juniorów     | Bridgetown          | 2. miejsce        | 1,83  |
| 2003 | Igrzyska panamerykańskie                 | Santo Domingo       | 5. miejsce        | 1,83  |
| 2004 | Młodzieżowe mistrzostwa NACAC            | Sherbrooke          | 2. miejsce        | 1,85  |
| 2005 | Mistrzostwa Ameryki Środkowej i Karaibów | Nassau              | 1. miejsce        | 1,94  |
| 2005 | Mistrzostwa świata                       | Helsinki            | el. – 22. miejsce | 1,84  |
| 2006 | Igrzyska Wspólnoty Narodów               | Melbourne           | 5. miejsce        | 1,83  |
| 2006 | Młodzieżowe mistrzostwa NACAC            | Santo Domingo       | 1. miejsce        | 1,81  |
| 2006 | Igrzyska Ameryki Środkowej i Karaibów    | Cartagena de Indias | 3. miejsce        | 1,88  |
| 2007 | Mistrzostwa NACAC                        | San Salvador        | 1. miejsce        | 1,89  |
| 2007 | Igrzyska panamerykańskie                 | Rio de Janeiro      | 3. miejsce        | 1,87  |
| 2007 | Mistrzostwa świata                       | Osaka               | 15. miejsce       | 1,90  |
| 2008 | Mistrzostwa Ameryki Środkowej i Karaibów | Cali                | 1. miejsce        | 1,91  |
| 2008 | Igrzyska olimpijskie                     | Pekin               | el. – 27. miejsce | 1,85  |
| 2009 | Mistrzostwa Ameryki Środkowej i Karaibów | Hawana              | 1. miejsce        | 1,91  |
| 2009 | Mistrzostwa świata                       | Berlin              | el. – 24. miejsce | 1,89  |
| 2010 | Igrzyska Ameryki Środkowej i Karaibów    | Mayagüez            | 1. miejsce        | 1,94  |
| 2010 | Puchar interkontynentalny IAAF           | Split               | 3. miejsce        | 1,88  |
| 2010 | Igrzyska Wspólnoty Narodów               | Nowe Delhi          | 3. miejsce        | 1,88  |
| 2011 | Mistrzostwa Ameryki Środkowej i Karaibów | Mayagüez            | 1. miejsce        | 1,82  |
| 2011 | Mistrzostwa świata                       | Daegu               | el. – 13. miejsce | 1,92  |
| 2011 | Igrzyska panamerykańskie                 | Guadalajara         | 7. miejsce        | 1,81  |
| 2012 | Halowe mistrzostwa świata                | Stambuł             | el. – 15. miejsce | 1,88  |
| 2012 | Igrzyska olimpijskie                     | Londyn              | el. – 19. miejsce | 1,90  |
| 2013 | Mistrzostwa Ameryki Środkowej i Karaibów | Morelia             | 1. miejsce        | 1,95  |
| 2013 | Mistrzostwa świata                       | Moskwa              | 11. miejsce       | 1,89  |
| 2014 | Halowe mistrzostwa świata                | Sopot               | 7. miejsce        | 1,94  |
| 2014 | Igrzyska Wspólnoty Narodów               | Glasgow             | 3. miejsce        | 1,92  |
| 2014 | Puchar interkontynentalny                | Marrakesz           | 5. miejsce        | 1,87  |
| 2014 | Igrzyska Ameryki Środkowej i Karaibów    | Xalapa              | 1. miejsce        | 1,89  |
| 2015 | Igrzyska panamerykańskie                 | Toronto             | 1. miejsce        | 1,94  |
| 2015 | Mistrzostwa NACAC                        | San José            | 1. miejsce        | 1,91  |
| 2015 | Mistrzostwa świata                       | Pekin               | 12. miejsce       | 1,88  |
| 2016 | Halowe mistrzostwa świata                | Portland            | 5. miejsce        | 1,93  |
| 2016 | Igrzyska olimpijskie                     | Rio de Janeiro      | 6. miejsce        | 1,93  |
| 2017 | Mistrzostwa świata                       | Londyn              | el. – 13. miejsce | 1,89  |
| 2018 | Halowe mistrzostwa świata                | Birmingham          | 10. miejsce       | 1,84  |
| 2018 | Igrzyska Wspólnoty Narodów               | Gold Coast          | 1. miejsce        | 1,95  |
| 2018 | Igrzyska Ameryki Środkowej i Karaibów    | Barranquilla        | 1. miejsce        | 1,90  |
| 2018 | Mistrzostwa NACAC                        | Toronto             | 1. miejsce        | 1,91  |
| 2018 | Puchar interkontynentalny                | Ostrawa             | 3. miejsce        | 1,93  |
| 2019 | Igrzyska panamerykańskie                 | Lima                | 1. miejsce        | 1,87  |
| 2019 | Mistrzostwa świata                       | Doha                | el. – 13. miejsce | 1,92  |
| 2021 | Igrzyska olimpijskie                     | Tokio               | el. – 22. miejsce | 1,86  |